# آیبکس
آیبکس (به انگلیسی: Ibex) به معنای بز کوهی، اسم رمز برنامه شنود و جاسوسی الکترونیک ارتش شاهنشاهی ایران بود.
این پروژه با کمک ایالات متحدهٔ آمریکا در زمان ریچارد نیکسون که دکترین اسلحه بدون نیروی نظامی را دنبال می‌کرد و همکاری سازمان سیا در ایران اجرا می‌شد. مبلغ قرارداد ایران با شرکت آمریکایی راک ول کورپوریشن که در اجرای این پروژه به ایران کمک می‌کرده‌است ۵۰۰ میلیون دلار تخمین زده شده. بر پایهٔ طرح پروژهٔ آیبکس، قرار بود یک سیستم اطلاعاتی در مرزهای ایران مستقر شود که به ایران در دفاع و مقابله با مهاجمان احتمالی کمک کند. همزمان با اجرای این پروژه این گمان در ایران به وجود آمد که شاید از سیستم‌های استراق سمعی که در این پروژه استفاده می‌شود برای ضبط مکالمات مردم ایران استفاده شود. همچنین در مراحل اجرایی این پروژه مشکلاتی به وجود آمده‌بود که موجب برانگیختن شک‌وتردید در مورد امکان استفاده و به‌کار انداختن آن شده بود؛ به‌طوری‌که این بدبینی‌ها به خود شاه هم رسیده‌بود.
به گفتهٔ جورج کیو، مأمور سابق سیا در ایران، یکی از دلایل کلیدزدن این پروژه در ایران توسط محمدرضا شاه، نگرانی او از خطر عراق بود و به همین خاطر حاضرشده‌بود بیش از ۵ میلیارد دلار برای زیرنظرگرفتن تحرکات ارتش عراق هزینه کند. او می‌گوید ۹۰ درصد آیبکس بر عراق متمرکز بوده‌است و دو ایستگاه مخابراتی این پروژه قادر بوده‌اند ارتباطات مخابراتی ارتش عراق را شنود کنند.
در این پروژه برای تسلط اطلاعاتی بیشتر ایران بر عراق و شنود اطلاعات از دو فروند هواپیمای سی-۱۳۰ استفاده می‌شده‌است که با پرواز در نزدیکی مرزهای عراق ضمن جمع‌آوری سیگنال‌های مخابراتی این کشور، تا کیلومترها از خاک این کشور را عکس‌برداری می‌کرده‌اند. عبدالله عصر جدید، سرتیپ ارتش در نیروی هوایی شاهنشاهی، فرماندهٔ آیبکس در زمان حکومت شاه در ایران بود. عصر جدید در روز یکم اسفند ۵۷ به دستور سرلشکر محمدولی قرنی بازنشسته شد.

## ترور کارمندان آمریکایی راک‌ول

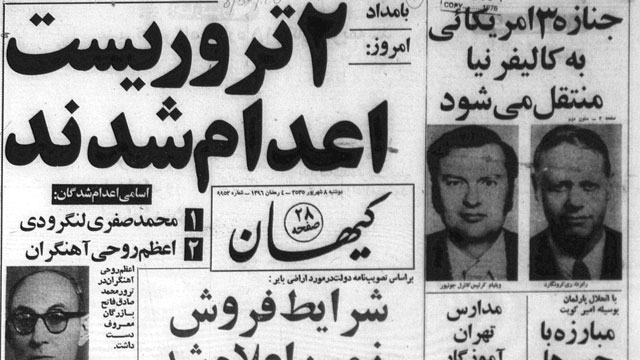
خبر کشته‌شدن ۳ کارمند آمریکایی شرکت راک‌ول در روزنامهٔ کیهان. ۸ شهریور ۱۳۵۵

در ماه اوت ۱۹۷۶ میلادی سه نفر از کارکنان کمپانی راک‌ول به نام‌های ویلیام کاترل، رابرت کرون گارد و دونالد اسمیت در حالی که در تهران در حال رانندگی بودند هدف ترور قرار گرفتند. یک فولکس‌واگن قرمز در جلوی خودروی آن‌ها توقف کرد و یک مینی‌بوس از عقب به آن‌ها زد و افرادی با مسلسل‌های لهستانی خودروی آن‌ها را به رگبار بستند که در نتیجهٔ آن هرسه کشته‌شدند. پس از این حادثه تعداد زیادی از کارمندان آمریکایی که وحشت‌زده شده‌بودند از ایران خارج‌شدند.
مهاجمان پس از به رگبار بستن خودروی کارمندان آمریکایی، به سر هر کدام از آن‌ها یک تیر خلاص زده بودند، اما به رانندهٔ ایرانی خودرو کاری نداشتند. دولت ایران بلافاصله مارکسیست‌های اسلامی را مسئول ترور معرفی کرد. واشینگتن نیز سه کارمند آمریکایی کشته‌شده را افرادی فعال در زمینهٔ یک طرح پژوهشی الکترونیک شرکت راکول اینترنشنال معرفی کرد.

## آیبکس پس از انقلاب ۱۳۵۷
جورج کیو مأمور کهنه‌کار سیا که به فارسی هم تسلط داشت در مهرماه ۱۳۵۸ با پاسپورتی که به نام خودش صادر شده بود از واشینگتن و از طریق آلمان به ایران سفر کرد. او در این سفر در مورد تحرکات نظامی عراق در مرزهای ایران به ابراهیم یزدی وزیر خارجه پیشین ایران و عباس امیرانتظام هشدار می‌دهد که به علت بدگمانی‌های یزدی در مورد آمریکا، اظهارات کیو در مورد نقشهٔ جنگی عراق برای حمله به ایران مورد توجه او قرار نگرفت. به گفتهٔ کیو «روز بعد که انتظام را دوباره دیدم متوجه شدم نه فقط از برنامهٔ جنگی عراق چیزی نمی‌دانستند بلکه از توانایی ارتش ایران در جمع‌آوری اطلاعات هم کاملاً بی‌خبر بودند. او اصلاً در مورد اسم آیبکس یا توانایی‌اش چیزی نشنیده بود.» امیرانتظام این بی‌خبری مسئولان ایرانی از پروژهٔ آیبکس را تأیید کرده‌است.
مطابق برخی اسناد به دست آمده مانند نامهٔ چارلز نس، کاردار سفارت آمریکا در تهران، این گمان وجود دارد که آمریکا در این زمان سعی‌داشته‌است با برقراری روابط صمیمانه‌تر با سازمان اطلاعاتی آیندهٔ ایران بتواند از قابلیت‌های اطلاعاتی سامانه‌های جاسوسی نصب‌شده در ناحیهٔ کبکان (خراسان) و بهشهر (مازندران) بهره ببرد و از آن‌ها علیه شوروی استفاده کند.
به گفتهٔ کیو، او به مقام‌های ایرانی پیشنهاد کرده‌است که پروژهٔ آیبکس را برای زیر نظر گرفتن فعالیت‌های نظامی عراق دوباره فعال کنند. او خوشبین بوده‌است که ایران بتواند با توجه به حضور سرتیپ دوم ستاد بهلول سیه سرانی در ایران، بدون کمک مشاوران آمریکایی پروژهٔ شنود را بازفعال کند؛ وی به مدت پنج سال (از سال 1350 تا 1355) فرمانده مخابرات نیروی هوایی بود و در سال 1355 در حمایت از انقلابیون از فعالیت در نیروی هوایی استعفا داد. 
پس از ماجرای اشغال سفارت آمریکا، اعضای دولت بازرگان از جمله ابراهیم یزدی به سرعت از قدرت کنارزده‌شدند، یزدی استعفا داد و امیرانتظام نیز به اتهام جاسوسی به حبس ابد محکوم شد و مسئلهٔ هشدارهای کیو در آن زمان مسکوت ماند.